# Eukene Larrarte
Eukene Larrarte Arteaga (Tolosa, 13 agosto 1998) è una pistard e ciclista su strada spagnola di origini basche che corre per il team Massi-Baix Ter. Attiva a livello Elite/Under-23 dal 2017, ha vinto la medaglia d'argento nello scratch agli Europei su pista 2023.

## Palmarès

### Pista
- 2016

Campionati spagnoli, Inseguimento a squadre (con Ane Iriarte, Ziortz Isasi e Irene Usabiaga)
- 2017

Campionati spagnoli, Americana (con Leire Olaberria)
- 2018

Campionati spagnoli, Americana (con Tania Calvo)
- 2019

Campionati spagnoli, Omnium
Campionati spagnoli, Americana (con Tania Calvo)
- 2020

Campionati spagnoli, Americana (con Tania Calvo)
Campionati spagnoli, Corsa a eliminazione
- 2021

Campionati spagnoli, Omnium
Campionati spagnoli, Americana (con Tania Calvo)
- 2022

Campionati spagnoli, Corsa a eliminazione
Memorial Miquel Poblet, Omnium
- 2023

Quattro giorni di Ginevra, Corsa a eliminazione
Troféu José Bento Pessoa, Omnium
- 2024

Campionati spagnoli, Omnium
Campionati spagnoli, Scratch
Troféu José Bento Pessoa, Scratch
Troféu José Bento Pessoa, Omnium
- 2025

Trofeu Artur Lopes, Corsa a punti

## Piazzamenti

### Grandi Giri
- Giro d'Italia

2022: 97ª
- Vuelta a España

2023: 111ª

### Competizioni mondiali
- Campionati del mondo su pista

Aigle 2016 - Corsa a punti Junior: 14ª
Aigle 2016 - Inseguimento individuale Junior: 26ª
Aigle 2016 - Scratch Junior: 5ª
Roubaix 2021 - Corsa a eliminazione: 9ª
Roubaix 2021 - Omnium: 12ª
Roubaix 2021 - Americana: ritirata
Saint-Quentin-en-Yvelines 2022 - Inseguimento a squadre: 12ª
Saint-Quentin-en-Yvelines 2022 - Scratch: 21ª
Saint-Quentin-en-Yvelines 2022 - Omnium: 17ª
Glasgow 2023 - Corsa a eliminazione: 22ª
Glasgow 2023 - Omnium: 16ª

### Competizioni continentali
- Campionati europei su pista

Montichiari 2016 - Scratch Junior: 9ª
Montichiari 2016 - Inseguimento individuale Junior: 19ª
Montichiari 2016 - Omnium Junior: 10ª
Aigle 2018 - Corsa a eliminazione Under-23: 8ª
Aigle 2018 - Omnium Under-23: 14ª
Aigle 2018 - Americana Under-23: 10ª
Glasgow 2018 - Americana: 15ª
Gand 2019 - Scratch Under-23: 12ª
Gand 2019 - Omnium Under-23: 13ª
Gand 2019 - Omnium Under-23: 13ª
Fiorenzuola d'Arda 2020 - Scratch Under-23: 4ª
Fiorenzuola d'Arda 2020 - Corsa a punti Under-23: 8ª
Fiorenzuola d'Arda 2020 - Omnium Under-23: 4ª
Fiorenzuola d'Arda 2020 - Americana Under-23: 7ª
Plovdiv 2020 - Inseguimento a squadre: 4ª
Plovdiv 2020 - Omnium: 9ª
Plovdiv 2020 - Americana: 7ª
Grenchen 2021 - Corsa a eliminazione: 5ª
Grenchen 2021 - Omnium: 14ª
Grenchen 2021 - Inseguimento individuale: 17ª
Grenchen 2021 - Americana: 11ª
Monaco di Baviera 2022 - Inseguimento a squadre: 9ª
Monaco di Baviera 2022 - Corsa a eliminazione: 12ª
Grenchen 2023 - Scratch: 2ª
Grenchen 2023 - Inseguimento a squadre: 8ª
Grenchen 2023 - Americana: 10ª
Grenchen 2023 - Omnium: 11ª
Apeldoorn 2024 - Corsa a punti: 13ª
Apeldoorn 2024 - Omnium: 14ª
- Campionati europei su strada

Alkmaar 2019 - In linea Under-23: ritirata
Plouay 2020 - In linea Under-23: 32ª
Trento 2021 - In linea Elite: ritirata